# Schloss Saalfeld

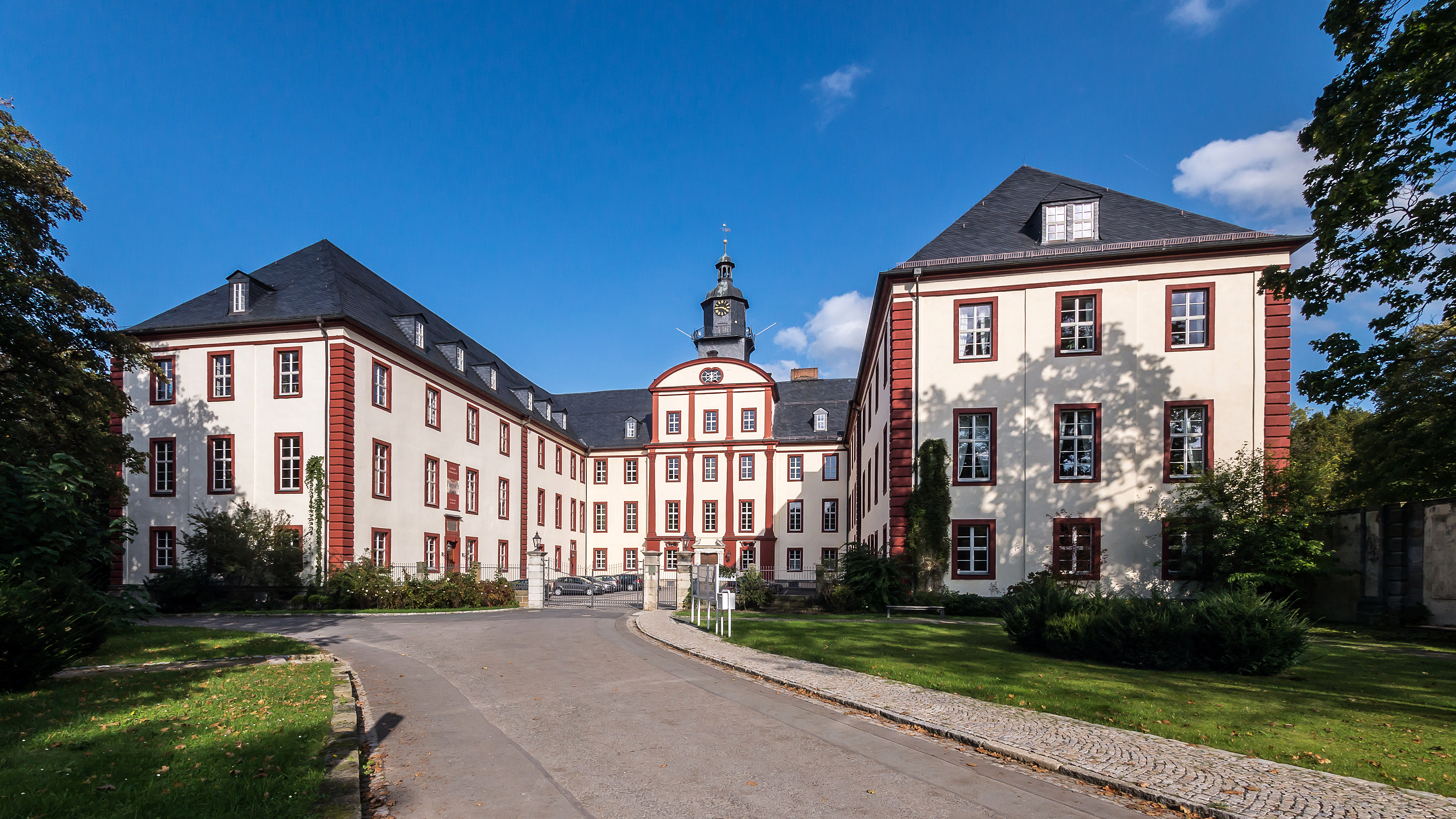
Schloss Saalfeld

Schloss Saalfeld ist ein barockes Schloss auf dem Gelände eines ehemaligen Benediktinerklosters in Saalfeld im Tal der Saale. Es wurde von 1677 bis 1726 und unter mehreren Bauleitern errichtet. Das Gebäude diente bis 1735 als Residenz des Herzogs Johann Ernst von Sachsen-Saalfeld.

## Bau und Geschichte

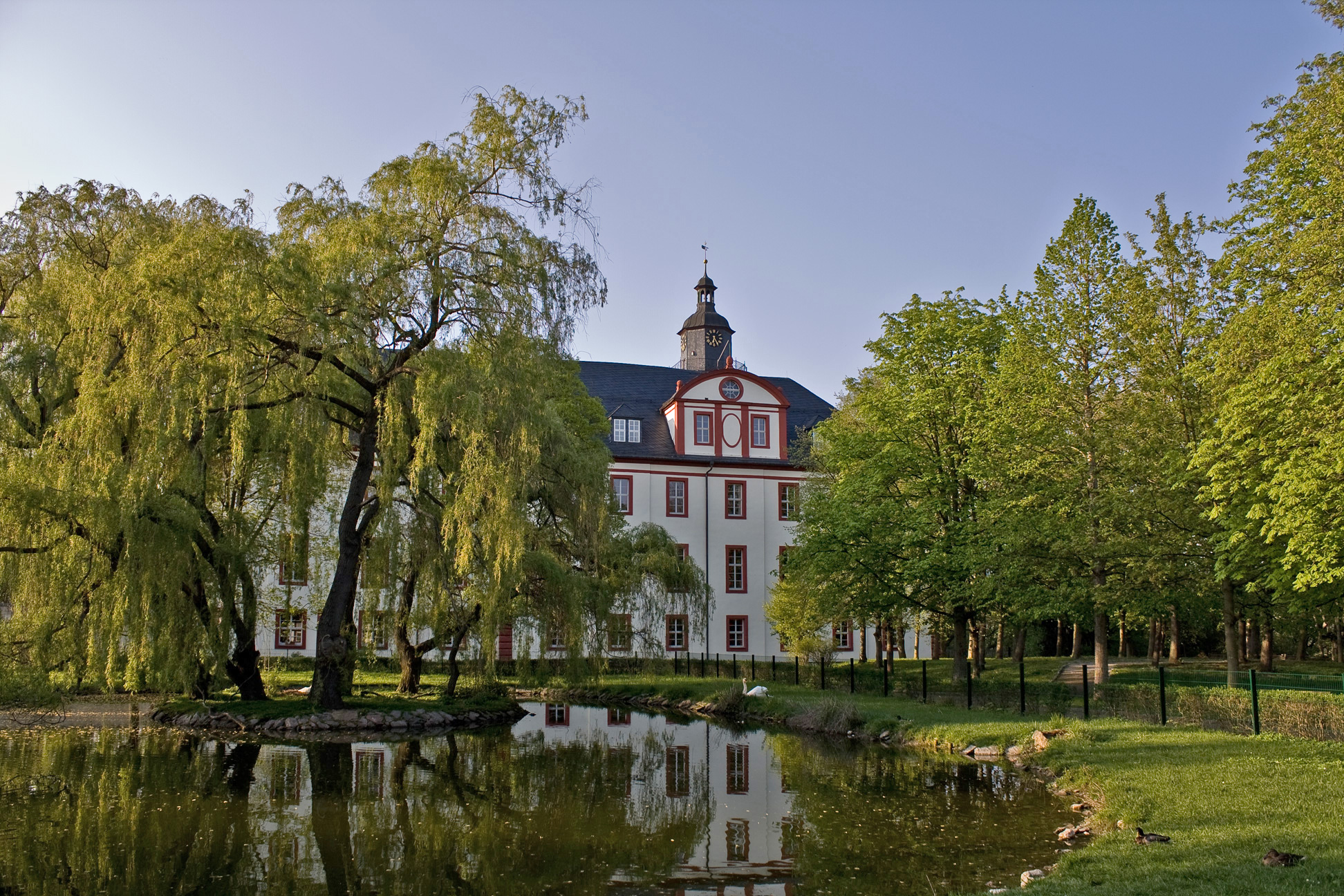
Schloss Saalfeld, Gartenseite

Am 29. März 1677 begann die Errichtung des Schlosses durch Herzog Albrecht, der gemeinsam mit seinen sechs Brüdern das Herzogtum Gotha-Altenburg regierte. Bis ins Vorjahr hatten die sieben Brüder gemeinsam auf Schloss Friedenstein in Gotha Hof gehalten, sich dann aber mit ihren Frauen in diejenigen Orte begeben, aus denen sie ihre Einkünfte bezogen, denn der Vater Ernst der Fromme hatte ihnen Teilfürstentümer („Mutschierungen“) zugeteilt, ohne aber eine reichsrechtliche Landesteilung vorzunehmen.
Albrecht hatte zunächst erwogen, das Saalfelder Rathaus zum Schloss umzubauen, sich dann aber entschieden, auf dem Areal eines früheren Benediktinerklosters einen neuen Schlossbau zu beginnen. 1676 begannen die Brüder Verhandlungen zur Teilung des väterlichen Erbes, die schließlich mit dem „Gothaer Hauptrezess“ 1680 zu einer Landesaufteilung führten. Dabei erhielt Albrecht nun jedoch Sachsen-Coburg zugeteilt und zog nach Coburg. Sein jüngster Bruder, Johann Ernst, übernahm Saalfeld und führte dort den Schlossbau fort. So wurde 1704 der Nordflügel fertiggestellt. Parallel dazu verliefen die Arbeiten am Schlossgarten mit Orangerie, Marstallgebäude und Musikpavillon, auch die Schlosskapelle wurde zu diesem Zeitpunkt gebaut. 1720 war auch der niedrige Südflügel (heute nicht mehr vorhanden) und damit das gesamte Gebäude fertiggestellt. Es dauerte bis 1726, ehe auch die Innenausstattung vollendet war. Treppenhaus und Schlosskapelle zeugen bis heute vom hohen künstlerischen Schaffen einheimischer und italienischer Künstler.
Ab 1735 wurde das Schloss zum Verwaltungssitz der Stadt umfunktioniert. Zwischen 1919 und 1922 wurde es zu einem Behördenhaus. Nach einem Brand im Jahr 1953 wurde ein Teil des Kapellendachstuhls zerstört, der 1966 restauriert wurde.

## Heutige Nutzung

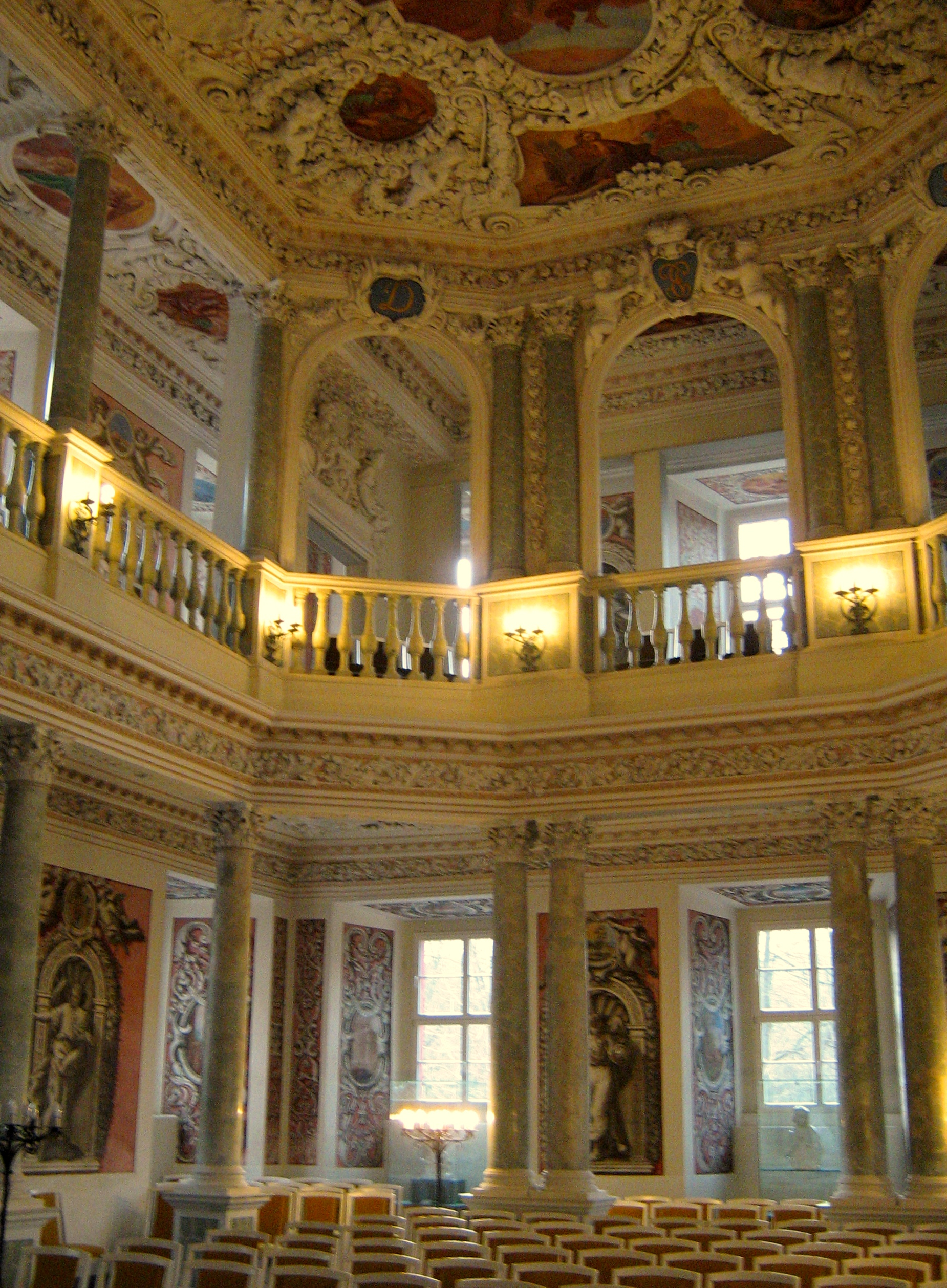
Die Schlosskapelle

Das Schloss dient heute als Sitz der Verwaltung des Landkreises Saalfeld-Rudolstadt. In der Schlosskapelle finden Musikveranstaltungen statt. Wie schon zu damaliger Zeit ist der Schlosspark frei zugänglich.